# Thylactus mjobergi
Thylactus mjobergi är en skalbaggsart som beskrevs av Aurivillius 1925. Thylactus mjobergi ingår i släktet Thylactus och familjen långhorningar. Inga underarter finns listade i Catalogue of Life.